# Mülheimer Verfahren
Das Mülheimer Verfahren ist ein weltweit anerkanntes Verfahren bei der Trinkwassergewinnung.
Das Verfahren wurde 1974 von den Wasserwissenschaftlern der RWW Rheinisch-Westfälische Wasserwerksgesellschaft mbH in Zusammenarbeit mit dem Engler-Bunte-Institut für das Wasserwerk Dohne in Mülheim an der Ruhr entwickelt.
Bei dem  Prozess kann auf den üblichen Einsatz von Chlor zur Wasseraufbereitung weitgehend verzichtet werden. Stattdessen wird die chemische und biologische Aufbereitung des Wassers mittels Ozonierung, Mehrschichtfiltration (über Kies, Sand, schwach aktivierte Kohle) und Aktivkohlefiltration durchgeführt.